# Théorème de Dunford-Schwartz
En analyse fonctionnelle (mathématique), le théorème de Dunford-Schwartz, nommé d'après Nelson Dunford et Jacob T. Schwartz, établit que les moyennes des puissances de certains opérateurs bornés sur L1 convergent, en un sens approprié.

Soit T un opérateur linéaire de L1 dans L1 tel que ‖T‖1 ≤ 1 et ‖T‖∞ ≤ 1 (au sens : ∀g ∈ L1∩L∞, ‖Tg‖∞ ≤ ‖g‖∞). Alors, pour tout f ∈ L1,
{\displaystyle \lim _{n\rightarrow \infty }{\frac {1}{n}}\sum _{k=0}^{n-1}T^{k}f}

est définie presque partout.
L'hypothèse ‖T‖∞ ≤ 1 ne peut être affaiblie en ‖T‖∞ ≤ 1 + ε.